# Neochen jubata
L'oca dell'Orinoco (Neochen jubata (von Spix, 1825)) è un uccello della famiglia degli Anatidi. È l'unica specie nota del genere Neochen.

## Distribuzione e habitat
La specie è diffusa in Sud America, ad est delle Ande (Colombia, Venezuela, Ecuador, Guyana, Brasile, Bolivia e Perù).